# 고혈압성 신장 질환
고혈압성 신장 질환(高血壓性腎臟疾患, hypertensive kidney disease, hypertensive nephrosclerosis, benign nephrosclerosis, nephroangiosclerosis)은 만성 고혈압으로 인해 신장에 위해를 주는 질병이다. 이 질환은 두 종류로 나눌 수 있다: 양성, 악성. 양성 신장 질환은 악성 신장 질환이 흔치 않은 60세 이상에게 흔히 관찰되고 고혈압 환자의 1~5%에 영향을 주며 심박 혈압이 130 mm Hg를 통과한다. 속발성 고혈압의 일종인 신혈관성 고혈압과는 구별된다.

## 증상
식욕 부진, 메스꺼움, 구토, 가려움, 졸림 및 혼란, 체중 감소, 입맛 없음을 포함한 만성 신부전의 증상이 발전할 수 있다.

## 관리
치료 목적은 혈압과 알부민 수치를 낮춤으로써 만성 신부전의 진행 속도를 늦추는 것이다.

## 같이 보기
- 신장병